# Bernice Lapp
Bernice Ruth Lapp, nach Heirat Bernice Squier, (* 11. September 1917 in North Plainfield, New Jersey; † 8. September 2010 in Edison, New Jersey) war eine Schwimmerin aus den Vereinigten Staaten, die eine olympische Bronzemedaille gewann.

## Karriere
Bernice Lapp belegte 1936 bei den US-Ausscheidungswettkämpfen für das Olympiateam den zweiten Platz über 100 Meter Freistil. Bei den Olympischen Spielen 1936 in Berlin erreichte sie das Halbfinale und schied dann knapp aus. Die 4-mal-100-Meter-Freistilstaffel mit Mavis Freeman, Bernice Lapp, Olive McKean und Elizabeth Ryan erreichte das Finale in 4:47,1 min und war damit die drittschnellste Staffel. Im Endlauf schwammen Katherine Rawls, Bernice Lapp. Mavis Freeman und Olive McKean in 4:40,2 Minuten auf den dritten Platz hinter den Niederländerinnen und den Deutschen.
Bernice Lapp schwamm für den Newark Women’s Athletic Club. Sie besuchte die Penn Hall School und die New York University.